# Gone Girl
Gone Girl är en deckare av Gillian Flynn, publicerad 2012 av Crown Publishing Group. Boken gavs ut på svenska 2013 i översättning av Ulla Danielsson.
Boken handlar om paret Nick och Amy Dunne. Under den femte bröllopsdagen försvinner Amy plötsligt. Misstankar om mord undersöks och Nick blir misstänkt för brottet. Boken låg 1:a i åtta veckor i rad på The New York Times bestsellerlista och har sålt i över 8 miljoner exemplar världen över. En filmatisering hade biopremiär i oktober 2014.